# Condo
Condo è una serie televisiva statunitense in 13 episodi trasmessi per la prima volta nel corso di una sola stagione nel 1983.
È una sitcom incentrata su due famiglie della California che vivono in appartamenti confinanti nello stesso condominio borghese: i Kirkridge, bianchi WASP, e gli ispanici Rodriguez (che precisano orgogliosamente di non essere immigrati ma discendenti di una famiglia che viveva già in California quando era spagnola).

## Trama
Le due famiglie si incontrano seguendo percorsi opposti: mentre i Kirkridge hanno dovuto abbandonare la vita agiata nei quartieri alti per un tracollo finanziario i Rodriguez, al contrario, hanno lasciato i quartieri popolari grazie ai buoni risultati del lavoro del capofamiglia Jesse che da semplice giardiniere col tempo è riuscito ad aprire una piccola catena di negozi di fiori.
Al termine della prima puntata la vicinanza ha già prodotto risultati inattesi: il diciannovenne Scott Kirkridge e la diciottenne Linda Rodriguez, innamoratisi pressoché a prima vista, si sono sposati di nascosto e la giovane è immediatamente rimasta incinta.
Alla base dei successivi episodi c' è la necessità di conciliare le differenti tradizioni, culture, religioni e reciproci pregiudizi con il legame (e anche l'affetto, sia pure difficilmente ammesso) che si è venuto a creare fra di loro e soprattutto la difficoltà di farlo accettare ai rispettivi ambienti di provenienza.

## Personaggi e interpreti
- James Kirkridge (13 episodi, 1983), interpretato da McLean Stevenson.
- Maria Rodriguez (13 episodi, 1983), interpretata da Yvonne Wilder.
- Kiki Kirkridge (13 episodi, 1983), interpretata da Brooke Alderson.
- Linda Rodriguez (13 episodi, 1983), interpretata da Julie Carmen.
- Scott Kirkridge (13 episodi, 1983), interpretato da Mark Schubb.
- Jesse (Jesus) Rodriguez (13 episodi, 1983), interpretata da Luis Avalos.
- Jose Montoya (13 episodi, 1983), interpretato da James Victor.
- Billy Kirkridge (13 episodi, 1983), interpretato da Marc Price.

## Produzione
La serie fu prodotta da Witt/Thomas Productions. Le musiche furono composte da George Aliceson Tipton. Tra i registi della serie è accreditato John Rich.

## Distribuzione
La serie fu trasmessa negli Stati Uniti dal 10 febbraio 1983 al 9 giugno 1983 sulla rete televisiva ABC. In Italia è stata trasmessa nel 1985 nel corso di "Buona domenica" su Canale 5 con il titolo Condo.
Alcune delle uscite internazionali sono state:
- negli Stati Uniti il 10 febbraio 1983 (Condo)
- in Spagna (Vecinos)
- in Italia (Condo)

## Episodi
| Stagione       | Episodi | Prima TV USA |
| -------------- | ------- | ------------ |
| Prima stagione | 13      | 1983         |